# Сайдам, Эрчиван
Эрчиван Сайдам (тур. Erçivan Saydam; 15 ноября 1923, Адана — 17 августа 2010, Стамбул) — турецкий музыкальный педагог, один из четырёх братьев-музыкантов (известны также Эрдоган Сайдам, Эргиджан Сайдам и Эрмукан Сайдам).
Родился в семье Арифа Сайдама, ребёнком бежавшего с семьёй в Турцию из Пловдива после получения независимости Болгарией, и его жены Ирфан Хидайет (при рождении — гречанки Клеанти Ипсиланти). В детстве учился в Стамбуле игре на скрипке у Карла Бергера и на фортепиано у Ферхунде Беркем, затем продолжил занятия в Анкаре под руководством Ферхунде Эркин (фортепиано) и Недждета Ремзи Атака (скрипка). Окончив гимназию в 1942 году, поступил в Стамбульский университет для изучения химии и инженерного дела, одновременно занимаясь виолончелью в Стамбульской муниципальной консерватории под руководством Сезая Асала. Сделав окончательный выбор в пользу музыки, в 1944—1952 гг. учился в Анкарской консерватории, в том числе в классе фортепиано Ульви Джемаля Эркина.
В 1952—1979 гг. преподавал композицию и другие дисциплины в Анкарской консерватории. В 1959—1961 гг. совершенствовался в парижской Высшей нормальной школе музыки у Жоржа Дандло (гармония), в 1966—1967 гг. — в Парижской консерватории у Алена Вебера (контрапункт) и Марселя Битша (фуга). Директор Анкарской консерватории в 1978—1979 гг. Затем в 1979—1990 гг. работал в Стамбульской консерватории, с 1987 г. профессор, в 1985—1989 гг. заведовал кафедрой теории музыки, в 1989—1990 гг. кафедрой композиции. Одновременно в 1988—1990 гг. директор консерватории в составе Университета изящных искусств имени Мимара Синана; в 1990 году вышел на пенсию, но продолжил преподавать в Университете имени Мимара Синана до 1997 года. Перевёл на турецкий язык французские учебники по контрапункту и фуге.
Жена — пианистка Мадлен Сайдам, урождённая Эркип (тур. Madlen Erkip).